# Бортом (сельское поселение Гагшор)
Бортом — посёлок в Сысольском районе Республики Коми. Входит в состав сельского поселения Гагшор. 
Расположен в 25 км к юго-востоку от райцентра Визинга.

## Население
| 1989 | 2002 | 2010 |
| ---- | ---- | ---- |
| 603  | ↘436 | ↘327 |